# She's So High (chanson de Blur)
Pour l’article homonyme, voir She's So High (chanson de Talmage Bachman).
Singles de Blur
There's No Other Way
She's So High est le premier single de Blur, extrait de l'album Leisure. Il est sorti en tant que double face A avec I Know, le 15 octobre 1990, quelques mois avant la sortie de Leisure, en 1991. C'est également la chanson d'ouverture de l'album.

## Artwork
La pochette a été créée par Mel Ramos et montre une femme nue en train de chevaucher un hippopotame.

## Sortie
She's So High a atteint la 48e place du UK Singles Chart et le magazine NME en fit son single de la semaine. La chanson fut ajoutée dans Blur: The Best of et fait partie des chansons de Leisure à avoir été jouées en live durant toute la carrière de Blur.

## Clip vidéo
La vidéo de la chanson montre principalement les membres du groupe filmés de haut et en train de jouer tandis que des fonds psychédéliques défilent. Le chanteur Damon Albarn apparaît habillé avec un t-shirt Penguin Books (d'ailleurs, il est amusant de constater que Damon Albarn fera paraître des années plus tard l'autobiographie des personnages de son projet parallèle virtuel Gorillaz, Rise of the Ogre, chez Penguin Books), qui deviendra un objet de culte. 
Lors d'une émission TV diffusée en 1996 sur MTV, la Blurography, où les membres du groupe commentent les clips vidéo qu'ils ont réalisés, le batteur Dave Rowntree parle du clip de She's So High en ces termes : "Le patron de notre compagnie de disques, David Balfe, voulait mettre sa patte dans la création de clips. Il y avait des néons suspendus au plafond par trois câbles, chacun avec quelqu'un qui tenait un câble. Il [Balfe] voulait que ces gens fassent trembloter les fils pour que les néons bougent. Il a continué à crier, Je n'ai pas découvert le tremblotement définitif !". 

## Liste des titres
Toutes les chansons ont été écrites par Blur.
- CD (CDFOOD26)

1. She's So High (radio)
2. I Know (longue)
3. Down

- 12″ (12FOOD26)

1. She's So High (album)
2. Sing
3. I Know (longue)

- 7″ (FOOD26)

1. She's So High (radio)
2. I Know

- Cassette (TCFOOD26)

1. She's So High (radio)
2. I Know

## Personnel

### Blur
- Damon Albarn : chant, synthétiseurs, production sur Sing et Down
- Graham Coxon : guitare, chant, production sur Sing et Down
- Dave Rowntree : batterie, chant, production sur Sing et Down
- Alex James : basse, chant, production sur Sing et Down

### Personnel additionnel
- Steve Lovell : production sur She's So High et I Know
- Steve Power : production sur She's So High et I Know